# Literatura en lapón
La literatura en sami es aquella realizada en lenguas sami, una familia de lenguas pertenecientes a la familia urálica, habladas en Laponia, en el norte de Europa. Muchos autores sami prefieren la publicación en las lenguas nacionales, el sueco, noruego o finés.
Esta literatura no tiene una tradición literaria escrita antigua, pero la narrativa oral tiene orígenes muy anteriores. El folclore tradicional sami se expresa a través de leyendas, cuentos de hadas, música folclórica, dichos y adivinanzas.

## Literatura oral
Un género lírico específico saamí es el yoik. Muchos yoiks hacen referencia a leyendas y cuentos de hadas, y a su ver pueden ser fuentes de historias. Inicialmente, el yoik tenía su función como parte de los ritos religiosos. Además, los yoiks dedicados a personas han sido empleados para aumentar los vínculos de los individuos con la comunidad, siendo la dedicación de un yoik un honor. Otros yoiks pueden ser declaraciones de amor, tanto a personas como a la tierra o a los renos. También existen yoiks para bodas, ocasiones oficiales, etc. Otros se pueden considerar como puro arte o tienen mensaje político.
La primera poesía saamí que ha sido conservada son yoiks, que aparecen en las obras sobre Laponia desde 1673. Como parte del entusiasmo que generó en el siglo XIX el folclore, se realizaron colecciones de yoiks.

## Literatura impresa
La primera novela en saamí, Beaivu-Álgu (Daggry), fue escrita por Anders Larsen en 1912. En 1914 se publicó una colección de poemas e historias cortas de Pedar Jalvi, titulado Muothacalmmit (Snøfnugg). No fueron más que intentos aislados iniciales, que no tuvieron continuidad ya que las nuevas políticas dificultaron las actividades literarias.
El primer autor de importancia en saamí fue Paulus Utsi. Comenzó a escribir poemas en saamí en el periodo de Entreguerras, pero no fueron publicados hasta la década de 1970. Utsi expresó un punto de vista pesimista sobre el futuro de la nación saamí. En época más reciente, hay que destacar a Nils-Aslak Valkeapää, un artista multifacético que combina la poesía, con la música y la fotografía.
El renacimiento cultural lapón de la década de 1970, se vio acompañado por la creación de instituciones que apoyaron la literatura en saamí. En 1973 se creó un comité para la promoción de la literatura en lapón y hacia finales de la década se creó la primera fundación cultural específica. En 1984 se aceptó por primera vez obras en saamí para el premio literario del Consejo Nórdico, que recibió por primera vez un autor que escribía en lapón en 1991, el ya mencionado Nils-Aslak Valkeapää.
Entre las poetas más jóvenes, debe mencionarse Rauni Magga Lukkari. Lukkari se distancia de la idealización romántica de la cultura saamí de la década de 1970 y retoma temas políticos y sociales, en los que también puede criticar la discriminación dentro de la comunidad lapona.